# Kerkdriel
Kerkdriel è un villaggio dei Paesi Bassi appartenente alla provincia della Gheldria, parte del comune di Maasdriel.